# Li du' ggener'umani
(Giuseppe Gioachino Belli, introduzione alla raccolta dei sonetti)

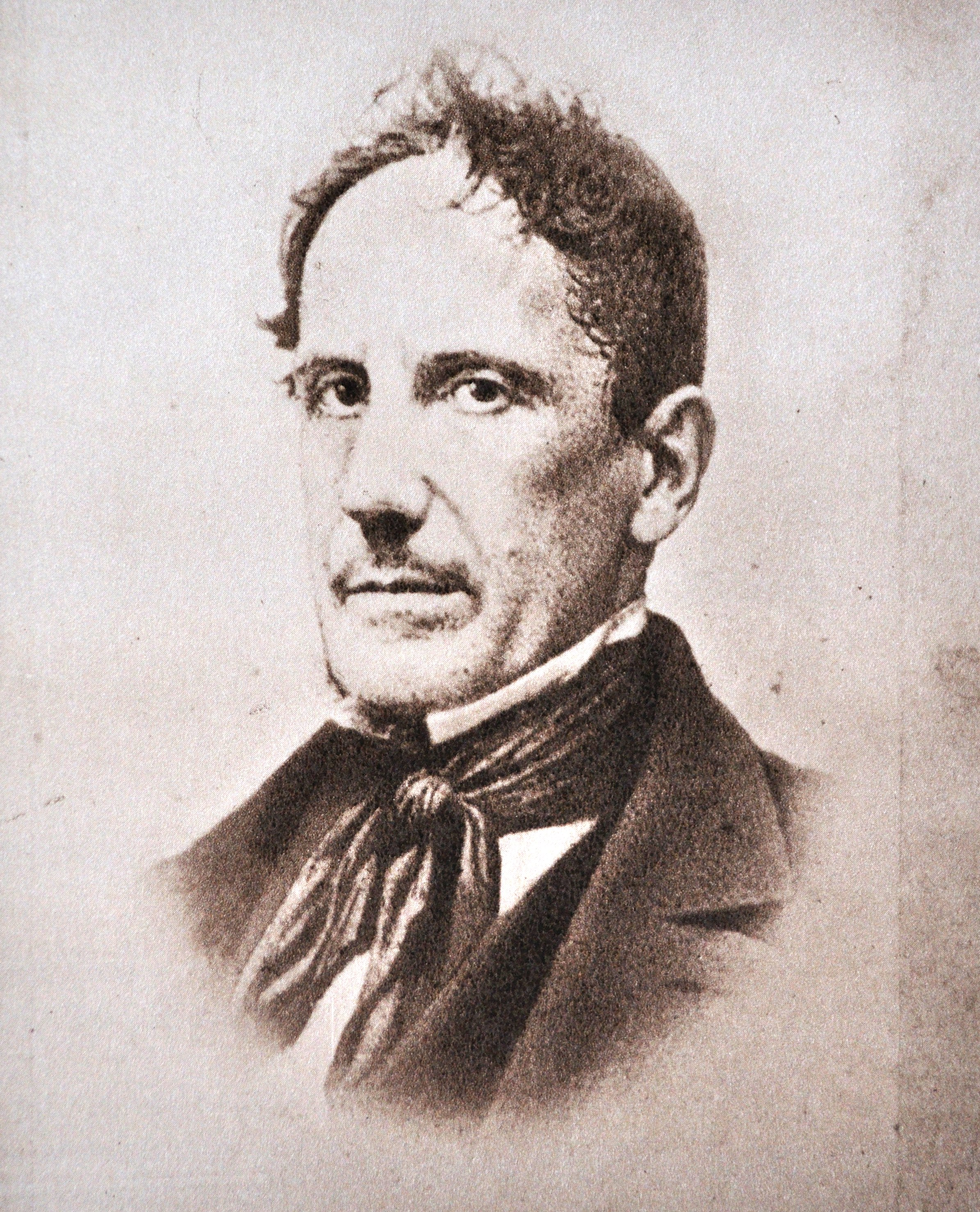
Giuseppe Gioachino Belli

Li du’ ggener’umani è un sonetto in dialetto romanesco composto da Giuseppe Gioachino Belli il 7 aprile 1834.

## Testo con traduzione a fronte
Noi, se sa, ar Monno semo ussciti fori 

impastati de mmerda e dde monnezza.

Er merito, er decoro e la grannezza

sò ttutta marcanzia de li Siggnori.

A su’ Eccellenza, a ssu’ Maestà, a ssu’ Artezza

fumi, patacche, titoli e sprennori;

e a nnoantri artiggiani e sservitori

er bastone, l’imbasto e la capezza.

Cristo creò le case e li palazzi

p’er prencipe, er marchese e ’r cavajjere,

e la terra pe nnoi facce de cazzi.

E cquanno morze in crosce, ebbe er penziere

de sparge, bbontà ssua, fra ttanti strazzi,

pe cquelli er zangue e ppe nnoantri er ziere.»

Noi, si sa, siamo venuti al Mondo,

impastati di merda e di immondizia.

Il merito, il decoro e la grandezza

sono tutte mercanzie per i Signori.

A sua Eccellenza, a sua Maestà, a sua Altezza

incensamenti, medaglie, titoli e splendori;

e a noi altri artigiani e servitori

il bastone, la soma e la cavezza.

Cristo creò le case e i palazzi

per il principe, il marchese e il cavaliere,

e la terra per noi, facce di cazzo.

E quando mori' in croce, ebbe il pensiero

di spargere, bontà sua, fra tanti strazi,

per quelli il sangue e per noi altri il siero.»
(Giuseppe Gioacchino Belli, sonetto n. 1170, Li du’ ggener’umani, datato 7 aprile 1834)

## Versione in prosa
È cosa nota a tutti che vi siano due generi di umanità: quella di coloro che come noi nascono mescolati agli escrementi e ai rifiuti e i Signori ai quali sono riservati le lodi, la dignità e la maestosità. Per loro vi sono i titoli di eccellenza, maestà, altezza e incensamenti, medaglie, titoli onorifici e una vita splendida, a noi lavoratori e servitori bastonate e un trattamento da bestie da soma. Cristo stesso si è schierato dalla loro parte creando per il principe, il marchese e il cavaliere case e palazzi e a noi, facce da fessi, ha lasciato solo la terra. Persino quando stava morendo crocefisso tra tanti strazianti dolori pensò a loro dedicando loro il suo sangue e a noi il siero.

## Commento
Il sonetto esprime fin dall'inizio una forte critica politica e sociale con il "se sa" che vuole rappresentare la constatazione universale che al mondo vi siano innate, insanabili diseguaglianze che la voce anonima del narrante, con toni popolari, analizza minutamente quasi più per sfogare la sua rabbia che per persuadere qualcuno già convinto di per sé che vivendo del suo umile lavoro sperimenta sulla propria pelle le ingiustizie del mondo. Ma quello che va oltre ogni limite di sopportazione è che questa ingiustizia sociale sia stata stabilita da Dio stesso che persino quando sta morendo sulla croce si mostra protettore e amico dei tiranni. Chi è Dio veramente? Il solito Dio –nella cui esistenza Belli crede- o un instrumentum regni?
Nella Bibbia belliana Dio è un tiranno, talora capriccioso, che esprime il suo potere con divieti incomprensibili («Pe una meluccia, ch'averà costato/Mezzo baiocco, stamo tutti a fonno.») e punizioni eterne: «stese un braccio | longo tremila mijja [...]| e sserrò er paradiso a ccatenaccio». Un Dio potente che sta sempre dalla parte dei potenti  e che riserva ai poveri una vita da inferno che proseguirà con lo stesso Inferno dell'al di là.
Non c'è nessuna speranza di riscatto perché chi dovrebbe operarlo è un popolo che non teme, insultando, di dire la verità ma è inetto e spregevole tanto quanto chi lo comanda. Si è quindi parlato di un nihilismo radicale in Belli che lo porterà su posizioni reazionarie .